# Rupture (groupe surréaliste)
Pour les articles homonymes, voir Rupture.

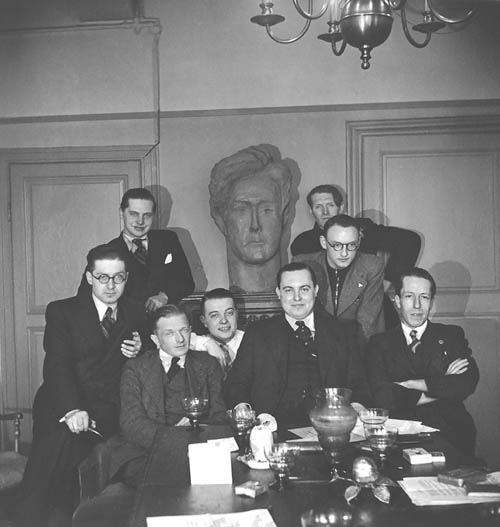
Membres de Rupture le 08.05.38. 1er rg: Havrenne, Lorent, Bovy, Chavée. 2e rg: Deplus, Lefrancq. 3e rg: Michotte, Malva. Tête de Rimbaud par Van de Spiegele

Rupture est le premier groupe surréaliste wallon, fondé le 29 mars 1934 à La Louvière (Belgique).

## Les membres
Les membres fondateurs en sont Achille Chavée, Albert Ludé, André Lorent et Marcel Parfondry. Ils seront ensuite rejoints par Fernand Dumont, Marcel Havrenne, Jean Dieu, André Bovy, Marcel Lefrancq, Bob Deplus, Max Michotte, Constant Malva (Alphonse Bourlard), René Lefebvre, Max Servais, Armand Simon, Pol Bury.

## Les objectifs deRupture
Le but déclaré du groupe est de « forger des consciences révolutionnaires, de participer à l'élaboration d'une morale prolétarienne et de collaborer le plus étroitement possible à l'évolution du mouvement surréaliste. » L'orientation politique du groupe prime sur ses préoccupations esthétiques et son manifeste, publié dans Mauvais temps (1935) ne laisse planer aucun doute à ce sujet. Sous deux citations de Karl Marx et Lénine, le texte commence par ces mots : « En présentant le premier cahier du groupe Rupture nous estimons nécessaire de préciser la position que nous avons prise à l'égard des réalités sociales et politiques. Ces précisions, la vie elle-même nous a déjà mis en demeure de les formuler dans un rapport lorsque s'est posée pour nous la question de collaborer d'une manière effective à l'activité d'un groupe d'écrivains belges dénommé «Front littéraire gauche» (F.L.G.). » Après des considérations sur la politique belge du moment et la signification politique du mot gauche, il poursuit par « notre première proposition sera l'affirmation du principe: le F.L.G. est au service de la révolution prolétarienne » et plus loin par « notre seconde proposition sera: la qualité de membre du F.L.G. est incompatible avec l'adhésion à un principe confessionnel. Est-il nécessaire d'ajouter que si poèmes et proses voisinent dans ce cahier, c'est en dehors de toute préoccupation littéraire. Nos inquiétudes, nos espérances devaient tout naturellement nous conduire à porter le plus vif intérêt à la démarche surréaliste. [...] A la lumière du matérialisme dialectique, le message d'André Breton nous autorisant à croire «qu'il existe un certain point de l'esprit d'où la vie et la mort, le réel et l'imaginaire, le passé et le futur, le communicable et l'incommunicable, le haut et le bas cessent d'être perçus contradictoirement» a pris pour nous valeur d'une certitude. »
Le texte est signé de Achille Chavée, Laurent Deraive, Jean Dieu, Fernand Dumont, Marcel Havrenne, René Lefèbvre, André Lorent, Albert Ludé, Constant Malva.

## Mauvais Temps

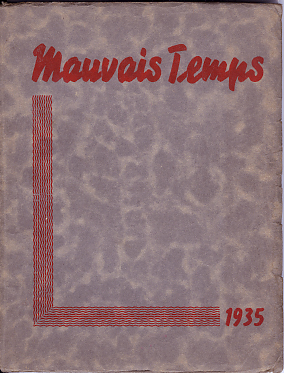

Outre le manifeste du groupe, en Avant-propos, la revue contient les articles suivants :
- Marcel Havrenne, Notes sur Lautréamont

Marcel Havrenne montre ici ce que le texte de Lautréamont a de radical par rapport aux autres poètes, depuis les romantiques jusqu'à Alfred Jarry.
- André Lorent, Le Chemin de la Trahison

Dans ce texte d’une vingtaine de pages, André Lorent dénonce et condamne radicalement une tendance réformiste   qu’il voit se faire jour au sein de l’Internationale communiste. Il dénonce une tendance à accepter des mots d’ordre opportunistes comme moyens exclusifs de faire face aux problèmes posés par la lutte des classes et une sujétion de l’Internationale aux mots d’ordre soviétiques, à une politique soviétique qui, devant la nécessité de préserver les acquis de la Révolution d’Octobre, entre en conflit avec les intérêts du prolétariat occidental qui a encore tout à conquérir.
Il critique de même le Front populaire pour son abandon "momentané" de la lutte contre le capitalisme au profit de la lutte contre le fascisme, qui serait une action de défense, purement "négative", par opposition à la lutte anti-capitaliste positive, et dénonce l’attitude contre-révolutionnaire des dirigeants du Front populaire. Il dénonce de la part du Front Populaire une politique qui ne fait que maintenir le statu quo, alors que le fascisme est, lui, l’élément dynamique qui entraîne les démocrates à des concessions sans cesse renouvelées. Les partis de gauche [dit-il] sont dans la position du malfaiteur qui, accroché à un réverbère, résiste aux efforts du policier qui veut l’entraîner. Le réverbère, en l’occurrence, représente la Constitution républicaine. Il continue par de nombreuses considérations traitant de la politique de l'URSS, de l'échec des révolutionnaires allemands, et des politiques des socialistes belges et français.
- Achille Chavée, La Tache de Naissance

Poèmes
- Fernand Dumont, L'Influence du Soleil

Prose
- Jean Dieu, Paroles pour parfaire le Silence

poèmes
- Constant Malva, La Descente des Hommes

Récit, la descente des mineurs au fond du puits
- André Lorent, Retour d'Ages

Poèmes
- L'Actualité surréaliste
  - Achille Chavée évoque un discours de Breton au Congrès international des Écrivains pour la Défense de la Culture.
  - Fernand Dumont parle d'un article de Breton dans le n° 7 de la revue Minotaure (du 10 juin 1935)
  - Achille Chavée fait un récit mettant en scène un acte surréaliste par excellence.

et deux illustrations hors texte en pleine page, des reproductions en noir et blanc de Equinoxe, un collage de Max Servais et Le Viol, un tableau de René Magritte.
Malgré son manifeste révolutionnaire et son attitude anti-bourgeoise affirmée, le groupe n'échappe pas à une certaine contradiction par l'usage, bourgeois, que l'on retrouve dans la plupart des publications surréalistes de l'époque, du tirage de tête numéroté. Ainsi, la justification de tirage de Mauvais Temps précise-t-elle qu'il y a
- 300 exemplaires sur papier Featherweight, numérotés de 1 à 300
- 25 exemplaires  sur papier Featherweight, numérotés de I à XXV
- 25 exemplaires hors commerce avec la mention H.C.

## Les activités deRupture
Du 13 au 27 octobre 1935, Rupture organise à La Louvière l'Exposition internationale du Surréalisme, première exposition surréaliste en Belgique, et deuxième dans le monde, qui débutera par  une “Manifestation surréaliste" et donnera à voir des œuvres de Hans Arp, Victor Brauner, Giorgio de Chirico, Salvador Dalí, Max Ernst, Marcel Jean, Paul Klee, Dora Maar, René Magritte, E. L. T. Mesens, Raoul Michelet, Joan Miró, Man Ray, Max Servais, Yves Tanguy.

## La fin deRupture
Le groupe explose fin 1938. C'est « la rupture de Rupture. » Le 1er juillet 1939 verra la naissance du successeur, le Groupe surréaliste en Hainaut qui comprend Lucien André, Achille Chavée, Fernand Dumont, Marcel G. Lefrancq, Armand Simon et Louis Van de Spiegele.